# Ornella Puliti Santoliquido
Ornella Puliti Santoliquido (Sesto Fiorentino, 4 novembre 1906 – Firenze, 10 novembre 1977) è stata una pianista italiana.

## Biografia
Dopo la conclusione degli studi musicali al Conservatorio di Firenze con il maestro Attilio Brugnoli, dal 1927 si dedicò alla carriera concertistica sia come solista, sia, qualche anno più tardi, come componente del Trio Santoliquido assieme al violinista Arrigo Pelliccia e al violoncellista Massimo Amfiteatrof. Perfezionò gli studi con Alfredo Casella e Alfred Cortot, e nel 1928 vinse il Concorso Florestano Rossomandi. Fu allieva di Edgardo Del Valle de Paz. Nel 1932 sposò il compositore Francesco Santoliquido, matrimonio di breve durata, ma che le consentì di conservare il cognome.
Dalla fine degli anni 1930 si dedicò all'insegnamento del pianoforte presso il Conservatorio di Santa Cecilia in Roma. Nel 1947 venne accreditata come esecutrice al pianoforte dei brani della "Sonata a Kreutzer" di Ludwig van Beethoven, con il violinista Giulio Bignami, nel film di Gianni Franciolini Amanti senza amore. Nel 1948 fece un'apparizione come se stessa nel film di Mario Costa Follie per l'opera, dove suonò a due pianoforti con Franco Mannino.
Nel 1954 fondò il Quartetto di Roma, composto dagli stessi musicisti del trio, a cui si aggiunse il violista Bruno Giuranna. Sia il Trio sia il Quartetto suonarono sotto l'etichetta Deutsche Grammophon.
Suo compagno di vita fu il violoncellista Massimo Amfiteatrof.
Riuscì a superare malattie importanti (l'epatite, una grave infezione ad una gamba per cui rischiò l'amputazione, la febbre maltese e un'emorragia cerebrale nel 1963) senza fermarsi, continuando a suonare e a rispettare gli impegni presi anche oltre oceano.